# Naomi Halman
Naomi Halman (Haarlem, 10 januari 1986) is een Nederlandse basketballer.
Halman maakt deel uit van het Nederlands basketbalteam en heeft sinds 2010 een profcontract bij de Italiaanse basketbalclub Basket Parma. Hiervoor speelde zij in een Amerikaans collegeteam UC Irvine. Halman is een dochter van de oud-honkbalinternational Eddy Halman en zus van de honkbalinternationals Gregory Halman en Jason Halman. Zij kwam 44 maal uit voor het Nederlands team en speelde center.